# رودولف ترلیتزی
رودولف ترلیتزی (ایتالیایی: Rodolfo Terlizzi; ۱۷ اکتبر ۱۸۹۶ – ۱۱ ژوئیهٔ ۱۹۷۱) شمشیرباز اهل ایتالیا بود.
وی در مسابقات کشوری و بین‌المللی در مجموع برندهٔ ۱ مدال طلا، ۱ مدال نقره شده‌است.